# یوکی، ایباراکی
یوکی در استان ایباراکی در کشور ژاپن واقع شده‌است  که دارای جمعیت ۵۲٬۰۶۵ نفر و مساحت ۶۵٫۸۴ کیلومتر مربع با تراکم جمعیت ۷۹۱  نفر در کیلومترمربع است و در تاریخ ۱۵ مارس ۱۹۵۴ به عنوان شهر شناخته شد.